# Chelsea Art Museum

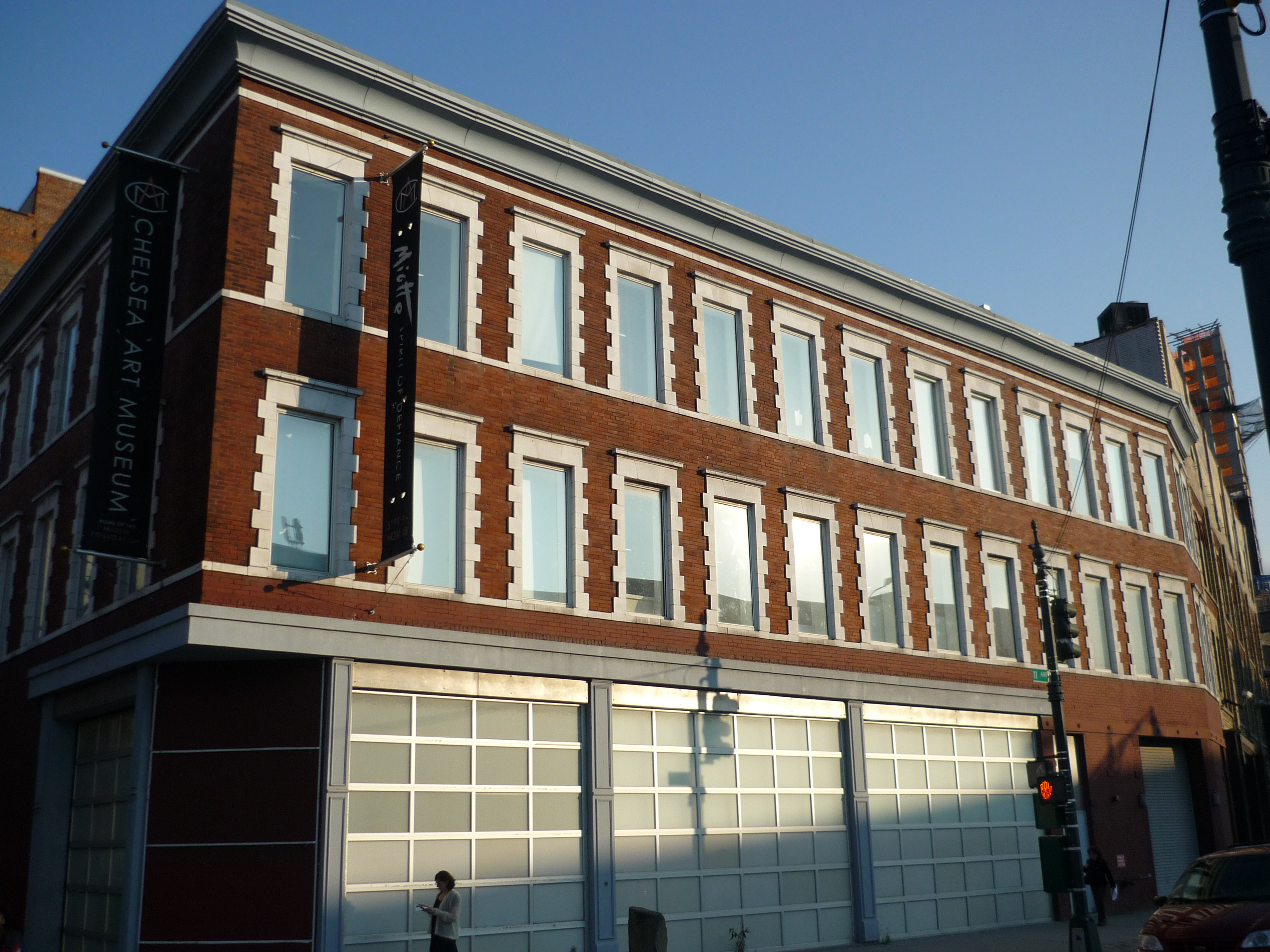
Chelsea Art Museum

Das Chelsea Art Museum war ein Museum für zeitgenössische Kunst im New Yorker Stadtbezirk Manhattan, zugleich beheimatet es die Jean Miotte Foundation. Es wurde 2002 eröffnet und musste zum 31. Dezember 2011 schließen.
Die Ausstellungen des Museums versuchten, zeitgenössische Vorstellungen durch verschiedene Kulturen und Umgebungen sowie soziale und geographische Perspektiven hindurch zu reflektieren. Das Chelsea Art Museum beherbergt Werke, die sich auf unerforschte Dimensionen des 20. und 21. Jahrhunderts konzentrieren. Auch zeigt es Werke von Künstlern, die bisher mehr in ihren Heimatländern als in den USA gezeigt wurden. Auf den 2800 m² Ausstellungsfläche des 1850 errichteten Gebäudes wurden rund 500 Werke als Dauerausstellung gezeigt.
Die Jean Miotte Foundation, in der dritten Etage untergebracht, hat es sich zur Aufgabe gemacht, das Werk von Jean Miotte (1926–2016) zu archivieren und zu erhalten, sowie Forschungen über das Informel zu unterstützen.
Das Museum in direkter Nähe zu den Chelsea Piers, im Stadtteil Chelsea befindet sich 556 West 22nd Street in Manhattan, New York. Das Museum und der zugehörige Museumsladen am bisherigen Standort wurden am 31. Dezember 2011 geschlossen.